# Площадь Бранко Радичевича
Площадь Бранко Радичевича (серб. Трг Бранка Радичевића) — главная площадь сербского города Сремски-Карловци, расположенная в центре его исторической части, являющейся объектом культурного наследия Сербии. Названа в честь поэта-лирика Бранко Радичевича.

## История
История возникновения площади относится к XVI—XVII векам, когда Среднедунайская низменность находилась во владении Оттоманской империи. 
В конце XVII века в соответствии с Карловицким миром город отошёл к Австрии. В течение последующих двух столетий площадь стала точкой, вокруг которой сплачивались сербские патриоты и интеллигенция, а вокруг неё появилось большое количество религиозных и гражданских зданий и сооружений. В 1713 году в Карловци почти на 200 лет перебрался сербский патриарх, и в 1762 году на площади был воздвигнут собор Святого Николая, который стал самым большим в Сербии на момент возведения. В конце XIX века на площади был построен Патриарший дворец, до 1930-х годов являвшийся резиденцией сербского патриарха.
В 1903 году возведённый в конце XIX века в честь окончания работ по сооружению первого в городе водовода фонтан «Четыре льва» был перенесён на площадь Бранко Радичевича, где находится и по сей день.

## Галерея
- Патриарший дворец
- Собор Святого Николая
- Фонтан «Четыре льва»
- Старая аптека